# Korkmusslingsmal
Korkmusslingsmal (Nemapogon fungivorella) är en fjärilsart som först beskrevs av Per Benander 1939.  Korkmusslingsmal ingår i släktet Nemapogon, och familjen äkta malar. Enligt den finländska rödlistan är arten starkt hotad i Finland. Enligt den svenska rödlistan är arten nära hotad i Sverige. Arten förekommer i Götaland, Öland och Svealand. Artens livsmiljö är friska och torra naturlundar.